# Tragosoma
Tragosoma ist eine Gattung der Bockkäfer (Cerambycidae), die mit vier Arten in Eurasien sowie in Nordamerika vorkommt. Die einzige Art in Europa ist der Zottenbock (Tragosoma depsarium), der paläarktisch verbreitet und außerhalb Europas auch in Nordasien anzutreffen ist.

## Merkmale

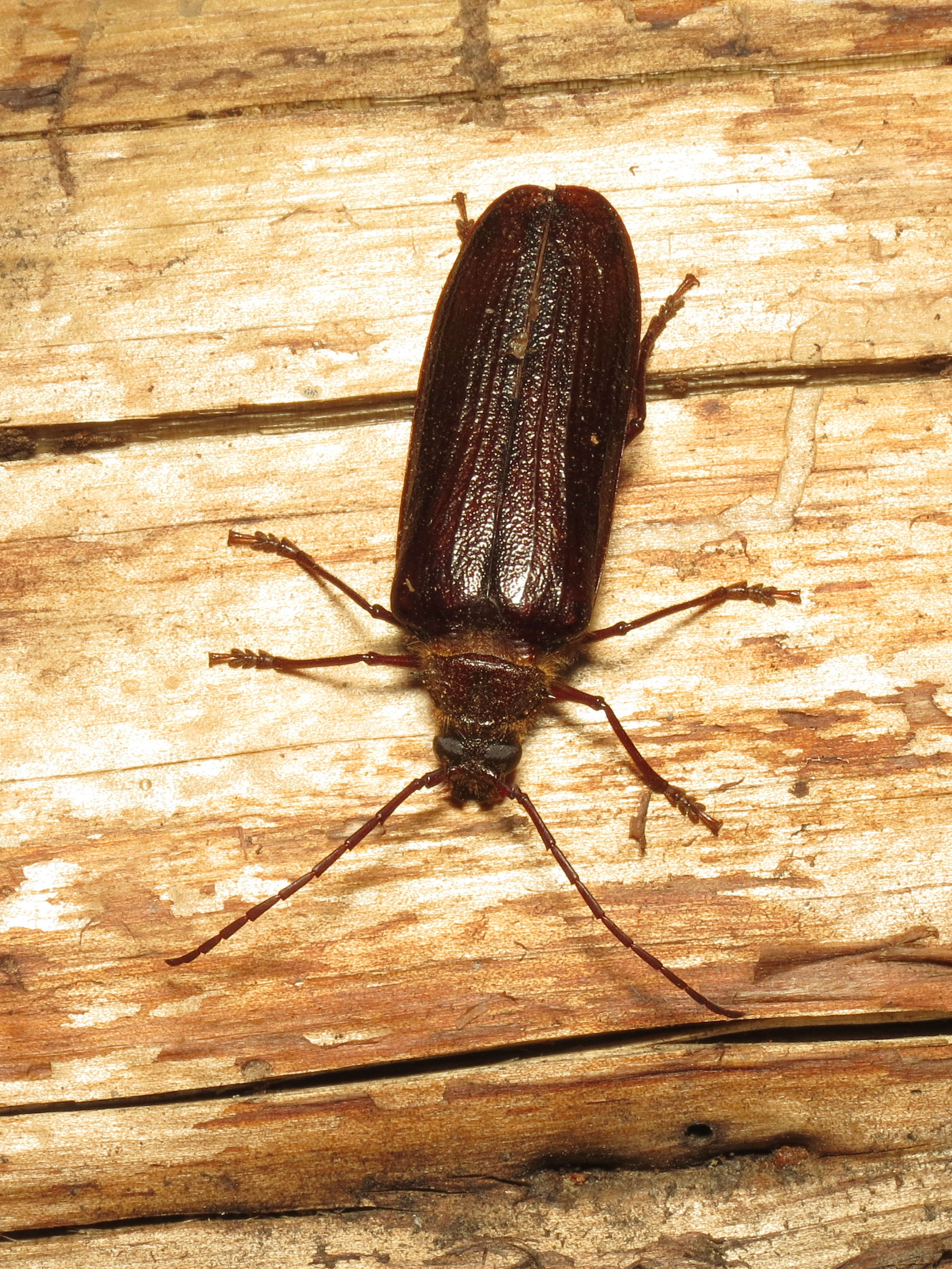
Tragosoma harrisii

Die Gattung Tragosoma umfasst relativ große Bockkäfer mit einer Körperlänge von 17 bis 36 Millimetern. Es handelt sich um kastanienbraune Käfer, die sich durch jeweils einen auffälligen Dorn an den beiden Seiten des Halsschilds auszeichnen. Sowohl der Halsschild wie auch die Flügeldecken sind deutlich punktiert. Zudem ist der Thorax dicht von gelben bis rötlichen Setae bedeckt. Zwischen den Arten gibt es kaum morphologische Unterschiede, wodurch ihre Unterscheidung voneinander und auch die Identifizierung neuer Arten erschwert wird.

## Verbreitung
Mit Ausnahme des Zottenbocks, der paläarktisch in Nord- und Mitteleuropa sowie in Nordasien verbreitet ist, kommen alle Arten der Gattung in der Nearktis vor. Diese sind entsprechend in Nordamerika anzutreffen, und zwar in weiten Teilen von Kanada, den Vereinigten Staaten und dem Norden von Mexiko. Dabei leben sie vor allem in Höhenlagen der Rocky Mountains, denen der Kaskadenkette und der Sierra Nevada.

## Lebensweise
Die Arten der Gattung leben in Waldgebieten, wo sich ihre Larven im Holz von Nadelbäumen entwickeln. Der eurasische Zottenbock ist eine borealpine Art und kommt entsprechend vor allem in kühlen Regionen in Nordeuropa oder in höheren Regionen der Gebirge vor. Die Käfer halten sich tagsüber unter morscher Rinde an Totholzstämmen und an alten Baumstümpfen auf. Sie werden abends bis nachts aktiv und treffen sich an geeigneten Hölzern für die Eiablage.
Die Entwicklung der Larven dauert mindestens drei Jahre und findet im Holz von anbrüchigen Stämmen und Stubben von Nadelbäumen statt.

## Systematik

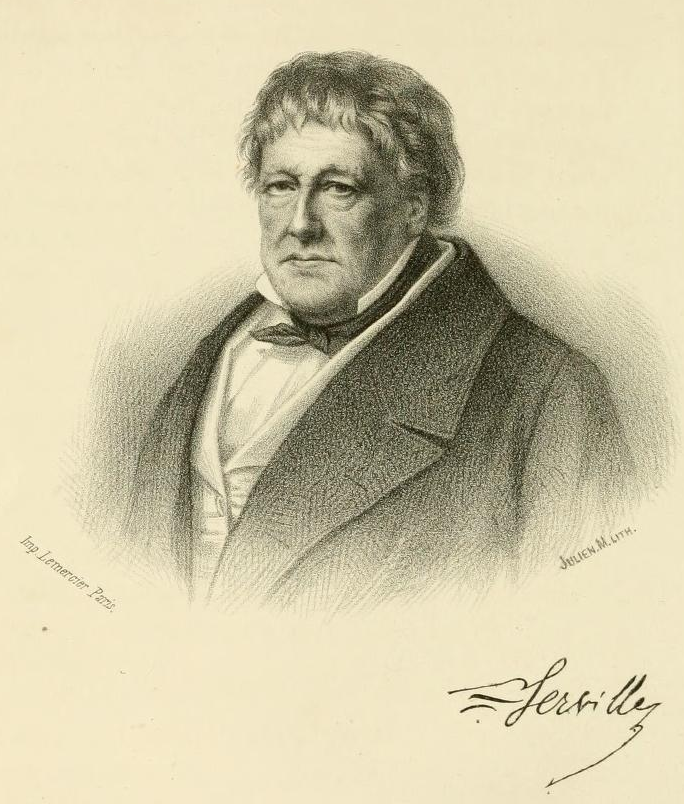
Jean-Guillaume Audinet-Serville

Die wissenschaftliche Erstbeschreibung der Gattung Tragosoma stammt von dem französischen Forscher Jean-Guillaume Audinet-Serville aus dem Jahr 1832. Mit dieser grenzte er den von Carl von Linné 1767 als Cerambyx depsarium beschriebenen Zottenbock als Typus gegenüber der Gattung Cerambyx ab und ordnete ihn zum ersten Mal als Tragosoma depsarium ein. Innerhalb der Bockkäfer wird die Gattung in die Unterfamilie Prioninae eingeordnet.
Gegenwärtig gibt es weltweit sechs gültige Arten in der Gattung Tragosoma; nur eine kommt außerhalb der Nearktis vor:
- der Zottenbock (T. depsarium (Linnaeus, 1767)) mit paläarktischer Verbreitung in Europa und Nordasien
- Tragosoma harrisii LeConte, 1851, mit den Synonymen Tragosoma sodalis Casey, 1899, Tragosoma parvicollis Casey, 1899, und Tragosoma repens Casey, 1924, mit einer Verbreitung in den nordöstlichen Vereinigten Staaten und Kanada nördlich bis Labrador, westlich bis in die Nordwest-Territorien und British Columbia und südlich entlang der Rocky Mountains bis in das nördliche Mexiko und das südliche Kalifornien.
- Tragosoma nigripenne Bates, 1892, in Mexiko im Bundesstaat Durango.
- Tragosoma pilosicorne Casey, 1890, in Kalifornien und dem südlichen Oregon
- Tragosoma soror Laplante, 2017, vom südlichen British Columbia nach Südosten bis in das westliche Wyoming und südlich bis nach Kalifornien.
- Tragosoma spiculum Casey, 1890, mit dem Synonym Tragosoma chiricahuae Linsley, 1959, in den südlichen Rocky Mountains im Süden von Colorado und New Mexico sowie im Südwesten von Arizona.

Serge Laplante untersuchte 2017 die Verwandtschaftsbeziehungen der Tragosoma-Arten auf der Basis morphologischer und auch molekularbiologischer Daten und entwickelte daraus ein Kladogramm für die Gattung.

## Namensgebung
Die Namensgebung der Gattung leitet sich von der Körperform der Tiere ab, die an einen Ziegenbock erinnert. Tragosoma setzt sich zusammen aus den griechischen Wörtern „tragos“ für den „Ziegenbock“ und „soma“ für „Körper“.

## Belege
1. 1 2 3 4 5  Serge Laplante: Description of a new Nearctic species of Tragosoma Audinet-Serville (Coleoptera: Cerambycidae: Prioninae), with species validations, new synonymies and a lectotype designation. Insecta Mundi 0578, 2017: S. 1–17.(Volltext).
2. 1 2 3  „Art: Tragosoma depsarium (Linnaeus 1767) – Zottenbock.“ In: Bernhard Klausnitzer, Ulrich Klausnitzer, Ekkehard Wachmann, Zdeněk Hromádko: Die Bockkäfer Mitteleuropas. Die Neue Brehm-Bücherei 499, Band 2, 4. Auflage. VerlagsKG Wolf, Magdeburg 2018, ISBN 978-389432-864-1; S. 348
3. ↑  J. G. Audinet-Serville: Nouvelle classification de la famille des longicornes. Annales de la Société Entomologique de France 1, 1832: 118–201. (Digitalisat; Erstbeschreibung: S. 160–161).
4. ↑  „Gattung: Tragosoma Audinet-Serville, 1832“ In: Bernhard Klausnitzer, Ulrich Klausnitzer, Ekkehard Wachmann, Zdeněk Hromádko: Die Bockkäfer Mitteleuropas. Die Neue Brehm-Bücherei 499, Band 2, 4. Auflage. VerlagsKG Wolf, Magdeburg 2018, ISBN 978-389432-864-1; S. 348